# Sargon
Sargon (ou SARGON) é uma linha de programas de computador que jogam xadrez. A versão inicial foi escrita por Dan e Kathe Spracklen e apresentada na West Coast Computer Faire em 1978, onde o software venceu o primeiro torneio de xadrez para microcomputadores.

## Histórico
O Sargon original foi escrito em linguagem assembly para microprocessadores Z80. O código fonte completo do programa foi publicado no livro  SARGON: A Computer Chess Program.
Posteriormente os Spracklens desenvolveram um versão do programa para o micromputador Apple II denominado Sargon II, sendo depois portado para uma variedade de outros microcomputores populares na década de 1980.
O nome do programa originalmente foi grafado em letras maiúsculas, uma vez que os primeiros sistemas operacionais existentes à época não suportavam ainda caracteres minúsculos e foi inspirado no rei Sargão da Acádia, o fundador do Império Acádico (c. 1250 a.C.).